# Cornelis Andriesz Boelens Loen

Wappen der Boelens Loen

Cornelis Andriesz Boelens Loen (* 1552 in Amsterdam; † 1584 ebenda) war ein holländischer Staats- und Ratsmann.

## Biografie

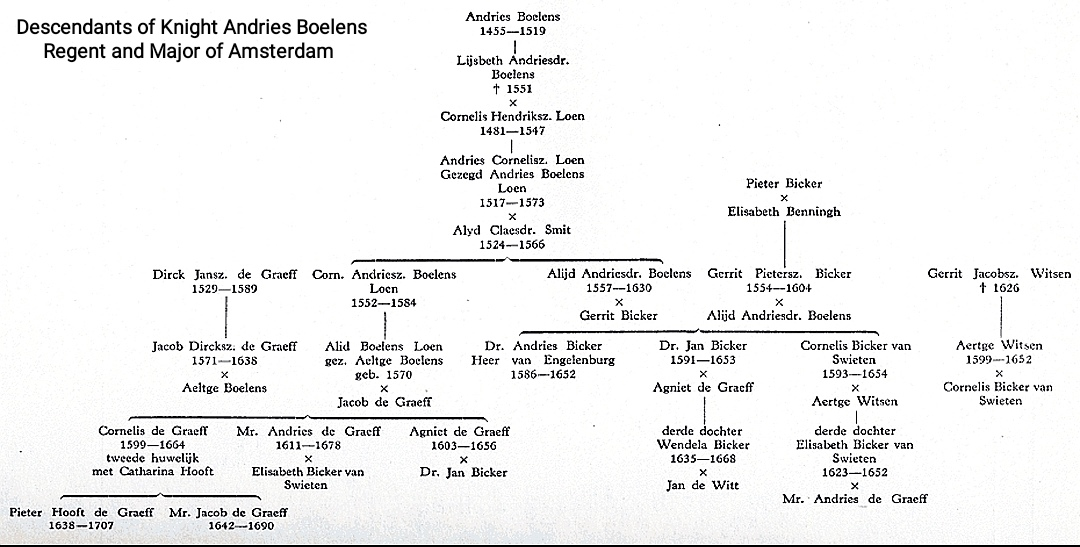
Übersicht über die maßgeblichen Familienbeziehungen der Amsterdamer Oligarchie um die Geschlechter Boelens Loen, De Graeff, Bicker (van Swieten), Witsen sowie Johan de Witt im Goldenen Zeitalter.

Sein Vater war Andries Cornelisz Boelens Loen (1517–1573), sein Urgroßvater Amsterdams bedeutender Regent Andries Boelens. Das Geschlecht der Boelens Loen war auf eine intensive Weise in die Geschichte seiner Heimatstadt eingebunden. Seine Schwester Alijd Andriesdr Boelens Loen (1557–1630) war mit Gerrit Bicker verheiratet und die Mutter der bedeutenden Gebrüder Bicker. Cornelis Boelens Loen ehelichte Alyd Claesdr Smit. Aus dieser Ehe entsprang Aaltje Boelens Loen (1579–1630) die mit Jakob Dircksz de Graeff verheiratet war. Cornelis Boelens Loen war wohl der letzte seiner Familie gewesen; sein großes Vermögen ging an seine Tochter und deren Ehemann Jakob über.
Nach der Alteratie wurde Boelens Loen im Jahre 1579 Mitglied der Vroedschap und 1581 Schepen der Stadt Amsterdam. Er war ein vertrauter Ratsherr von Wilhelm I. von Oranien-Nassau (Wilhelm der Schweiger). Als solcher war er bei den für die Niederländer verlorenen Schlachten gegen die Spanier von Groningen und Rennenberg anwesend. Seine politischen Ämter führten ihn in kurzer Zeit als Hollands Gecomitteerde Rad in die Generalstaaten sowie in den Staatsrat von Holland. Unter dem Kommando des Oraniers wurde er auch als hoher Militärführer tätig.